# Дмитрієв Олександр Сергійович
Олександр Сергійович Дмитрієв (рос. Алекса́ндр Серге́евич Дми́триев р. 1935) — радянський і російський диригент, музичний педагог. Народний артист СРСР (1990). Лауреат Державної премії Російської Федерації (2000).

## Біографія
Здобув музичну освіту у хоровому училищі ім. М. І. Глінки при Ленінградській державній академічній капелі. Випускник ЛГК імені Н. А. Римського-Корсакова по класу хорового диригування Є. П. Кудрявцевої і по класу теорії музики Ю. Н. Тюліна (1958). Продовжив удосконалюватися в аспірантурі в класі оперно-симфонічного диригування М. С. Рабиновича.
З 1960 року в Симфонічному оркестрі Карельського радіо і телебачення, в 1962-1971 роках — його головний диригент. З 1971 року — диригент ЛМАТОБ.
У 1977 році перейшов в Академічний симфонічний оркестр Санкт-Петербурзької філармонії.

## Нагороди та премії
- Заслужений діяч мистецтв Карельської АРСР (1967)
- Народний артист РРФСР (1976)
- Народний артист СРСР (1990)
- Державна премія Російської Федерації (2000)
- Орден Пошани (2005)
- Орден «За заслуги перед Вітчизною» IV ступеня (2010)